# 享保丁銀

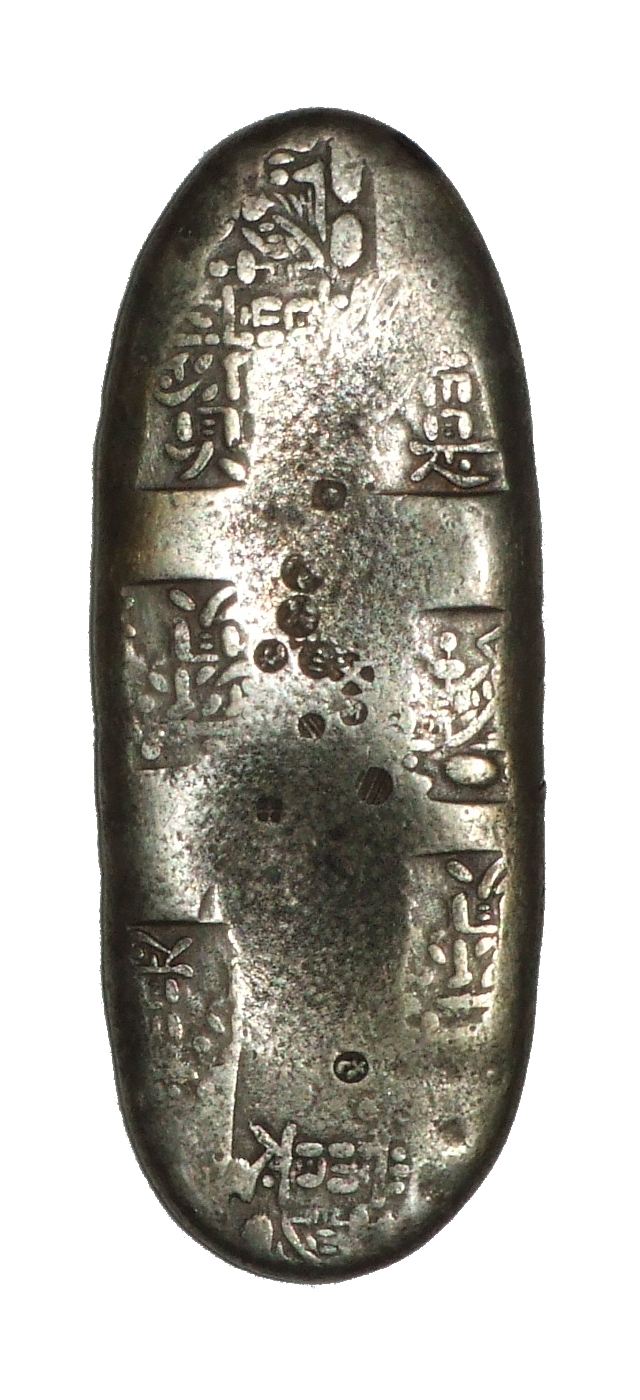
享保丁銀

享保丁銀（きょうほうちょうぎん）とは、正徳4年8月2日（1714年9月10日）から鋳造開始・通用した丁銀の一種で秤量貨幣である。正徳丁銀（しょうとくちょうぎん）ともいうが、享保年間の方が流通期間が長かったため享保丁銀と呼ばれることが多い。享保丁銀（正徳丁銀）および享保豆板銀（正徳豆板銀）を総称して享保銀（きょうほうぎん）あるいは正徳銀（しょうとくぎん）と呼ぶ。
表面には「（大黒像）、常是」および「常是、寳」の極印が打たれ、慶長丁銀と同形式であるが、大黒像がやや斜め向きの慶長丁銀に対し、正徳・享保丁銀の大黒像は正面を向く。青寳楼小川浩の提唱した説として、大黒印を含めて極印10面打以上のものを初期鋳造として正徳丁銀と呼び、9面打以下のものを次期鋳造として享保丁銀と呼ぶ場合もある。極印10面打以上の存在率は享保・正徳丁銀全体の1%台である。また12面の大黒像を打った十二面大黒丁銀は上納用あるいは祝儀用とされるが、この場合、極印打数からの享保と正徳との区別は困難である。
尚、小判については正徳小判から享保小判への変更に付き若干の品位向上となったが、丁銀についても金貨とのバランスの関係から初期のころに品位を若干向上させる変更を行った可能性が非破壊分析により示唆される。

## 略史
新井白石は、宝永年間の悪銀鋳造のとき、朝鮮貿易にて宝永銀の受取を拒否され良質の人参代往古銀の鋳造を余儀なくされた経過を国辱として受け止め、金銀の改悪鋳には極めて批判的であった。また、元禄・宝永期の一連の吹替えで銀座は計125,495貫に上る莫大な分一銀収入を得たと推定され、銀座などからの収賄により勘定奉行荻原重秀は巨額の富を得たとされる。これは正徳4年の銀座粛正後、銀座年寄の深江庄左衛門の手記の発見により重秀が金26万両を分ち取り、従者長井半六も6万両を得ていたことが根拠とされる。この四ツ宝銀鋳造前に6代将軍徳川家宣より永字銀・三ツ宝銀の無断鋳造について釈明を求められた時の荻原重秀の開き直りの態度に白石は激怒した。
正徳2年9月10日（1712年10月10日）、新井白石は病床にあった徳川家宣に対し「荻原を罷免しなければ荻原と刺し違えをするつもりだ」と強く迫って、翌日（1712年10月11日）、荻原重秀を罷免に追い込み、度重なる秤量銀貨吹替えによる混乱および諸色高騰を是正しようと、慶長の幣制へ復帰するべく吹替えに着手した。しかし、この翌月10月14日（1712年11月12日）、新井白石の懇願していた徳川家宣が他界し、さらに幾種も混在流通している低品位の銀の回収と新銀への引替手続きの策定は容易なものではなかった。低品位の四ツ宝銀が流通の大半を占めている状況下で復古的改鋳を行えば通貨数は俄に半減し、新古金銀の引替えによりその家財の半ばを失うが如く結果になる事が予想されたからであった。白石はこのとき元禄・宝永の旧銀回収に際し、一時的な便法として銀鈔（銀札）を発行し、逐次新銀に代えていく計画を立てていたという。しかし、上方の町人谷長右衛門から旧銀の割増通用の説を聞き入れ、困難を伴う銀鈔発行を撤回した。
徳川家宣逝去後間もなく、老中秋元喬知から「被仰出之趣」として幣制を東照宮の定制（慶長金銀）に復すべく改正あるべき旨が、予てから幣制の乱れを憂いていた家宣の遺言として公表された。
宝永期に、将軍の決裁を得ず荻原重秀と内密に吹替えを遂行し莫大な利益を上げていた銀座に対し正徳4年5月13日（1714年6月24日）に手入れが決行され、深江庄左衛門ら銀座年寄りらが召捕りとなり、遠島流罪、闕所などに処された（正徳の治）。この後、関久右衛門に代わり大黒常是こと大黒長左衛門が帰役を命ぜられ銀座に復帰した。
次いで正徳4年5月15日（1714年6月26日）に、正徳銀吹立の御触れが出された。この触書は新貨鋳造の主旨、新貨が出廻るまでの旧貨通用の法、旧貨引替えの定の三本立てから成り、四部よりなる長文であった。その第一部の総論は以下の通りであった。
- 一、慶長年中、被ニ定置候金銀法、至ニ元禄年中一初て其品を被レ改、宝永之始め再度銀之品を被レ改候より以来、諸物の価も年々高直に成来り、世之及ニ難儀一候依て、前御代御治世の始より金銀の品如ニ慶長之法一成し可レ被レ返之由、雖ニ御本意候一、近世以来諸国山々より出来り候金銀之数如ニ古来一に無レ之を以て、容易に其不レ被レ及ニ御沙汰に一候処に、就中元禄の金は折れ損じ候に付て、其通用難儀に候由を被レ及ニ聞召一、先づ其御沙汰有レ之候、其後に至て宝永之銀も其通用難渋し候事達ニ御聞一其故を尋被レ究候に及び、世上通行し候処の銀、次第に其品不レ宜もの出来り候事相知れ、早速に銀吹出し候事を被レ為ニ停止一、其事之由来を御糺明之上、可レ有ニ御沙汰一御旨に候処、既に、御不例日々に重らせられ候に付、去々年辰十一月十一日、以ニ御書付一思召之程を被ニ仰出一候、之に依て当御代に至り候より以来、世之人之申沙汰し候事共尋被レ極、各々僉議の上を以て、金銀之品如ニ慶長之法一に成し可レ被レ返事に議定せられ候、通用之法引替之定等之事は審かに別紙に相見へ候如くに候、今度於レ此御沙汰は、前御代之御旨に被レ寄、天下後代迄之為を以之御事に候上は、貴賤・貧富を不レ撰御定之旨を相守、其功之可レ終処を宜しく可レ有ニ覚悟一事に候、若し一身之利潤を計り候為に、何事に依らず其通用為ニ相滞候事共仕出し候に於ては、前御代之御旨を当御代之御沙汰を違犯候のみにあらず、天下後代迄之可レ為罪人者に候得者、急度其罪を被レ糺候て、可レ被レ行ニ厳科一候事に候、是又其旨可ニ相心得一候者也
- 正徳四年甲午五月十五日

この觸書中第三部の「新古金銀割合之次第」には古銀の割増通用が附記された。さらにこの割合で古銀を回収して新銀（正徳銀）と引替えることとなった。正徳銀は江戸では同年8月2日から鋳造が始まったが、京都では12月より鋳造された。
- 新銀（正徳銀）・慶長銀は、通用銀（永字銀・三ツ宝銀・四ツ宝銀）の10割増
- 二ツ宝銀は通用銀の3割増
- 元禄銀は通用銀の6割増

しかし品位の異なる宝永銀三品を同価値で通用させるには無理があり市場では差別通用となっていた。さらに、新金銀吹替の御触れが出るや否や、江戸においてそれまで乾字金1両＝銀82-3匁で推移していた相場が、享保2年（1717年）春夏には平均69匁7分5厘、翌3年5月初頭（1718年5月30日-）には新金1両＝新銀58匁3分5厘であったが同年9月に新金1両＝新銀43匁8-9分と銀が高騰するなど不安定な相場展開となった。
江戸時代を通じた丁銀の平均量目は156グラム（42匁）程度と、銀一枚である43匁をやや下回っている。これは豆板銀を掛け足して銀一枚包とするために便宜を図ったものとされる。しかし正徳・享保丁銀は平均量目が137グラム（37匁）程度と他の丁銀と比較して軽量である。これは元禄・宝永の各丁銀との引替えに際し旧銀は増歩をつけて引替えられたため、秤量による重量調整の手間を省くため意識的に軽量化されたものと考えられている。
また、この吹替えは、より高品位の銀貨への復帰であるため、市場から回収された低品位の元禄銀および宝永銀から灰吹銀および精銅を分離する、銀銅吹分けが必要であった。吹分けは正徳4年5月から浅草諏訪町にて、また京都では闕所に処せられた深江庄左衛門および中村内蔵助の屋敷に吹所を建て大坂から銅吹屋が交代で詰め12月末から南蛮吹により行われたが、享保3年11月（1718年）からは大坂銅吹屋が一切を請負うことになった。
| 正徳銀鋳造に係る旧銀吹分高        | 正徳銀鋳造に係る旧銀吹分高 | 正徳銀鋳造に係る旧銀吹分高 | 正徳銀鋳造に係る旧銀吹分高 |
|                                   | 二ツ宝銀                   | 三ツ宝銀                   | 四ツ宝銀                   |
| --------------------------------- | -------------------------- | -------------------------- | -------------------------- |
| 江戸（正徳4年9月-享保元年1月）    |                            | 3,200貫                    | 17,700貫                   |
| 京都（正徳4年11月-享保3年閏10月） | 20,972貫                   | 20,328貫                   | 47,890貫                   |
| 大坂（享保3年11月-享保7年12月）   |                            | 127,850貫                  | 320,560貫                  |
| 計                                | 20,972貫                   | 151,378貫                  | 386,150貫                  |

割増比から、永字銀・三ツ宝銀・四ツ宝銀は何れも10貫を新銀5貫と引替えたのであるが、当時流通の大半を占めていたのは最も低品位の四ツ宝銀(20%)であり、四ツ宝銀10貫を吹分け灰吹銀2貫を得、これに幕府が2貫の足し銀をして5貫の品位80%の新銀を得るという勘定であり、その損失は幕府が引き受けた。
正徳金銀（享保金銀）の鋳造により通貨縮小（デフレーション）により物価が下落して不況に陥ったとされることが多いが、実際には直ちに正徳金銀が通用金銀の地位を得たわけではなく、後述のように吉宗将軍就任以降のこととなる。正徳金銀鋳造開始初期には、幕府の損失を伴い造幣材料に事欠いた正徳銀の鋳造・旧銀の回収は中々進捗せず、正徳4年中の鋳造高は江戸で毎日平均27貫余、京都では毎日平均45貫余、正徳5年中の鋳造高は江戸で9,632貫余、京都で16,369貫余にとどまり、元禄銀や宝永銀各種の混在流通が依然続く状態であった。正徳銀鋳造のための宝永銀の吹分高は、享保3年（1718年）までの江戸・京都の合計は11万貫余だが、享保3年以降に大坂銅吹屋が請け負って以降は合計で44万貫以上に達している。後述のように享保6年（1721年）に至って漸く享保銀鋳造量全体の約2/3を鋳造した。
正徳6年4月30日（1716年6月19日）、7代将軍徳川家継が僅か8歳で他界し、紀州藩主徳川吉宗が8代将軍に迎えられ、深刻な財政難の下、将軍を中心とする政治体制の整備と緊縮財政と施政の大転換が計られた。儒臣新井白石は罷免されたが、貨幣制度については正徳金銀を吹き継ぎ、正徳金銀の通用については一段と強力な措置を講じた。その上、吉宗が推進した享保の改革の主幹をなす緊縮財政、年貢増徴等により経済は混乱し農民を疲弊に陥れ、不況に陥ることになった。さらに銀の産出が低迷していたのに加え、海外流出による金銀の絶対量の不足、さらに人口は江戸時初期に比して2倍程度に増加し経済活動は飛躍的に発展していたなど、慶長金銀が流通していた時代とは状況が一変しており、行き過ぎる良貨政策による通貨不足の緩和のため、宝永4年（1707年）以来差し止めとなっていた銀札発行を享保15年6月（1730年）の解禁に至らしめる一因となった。

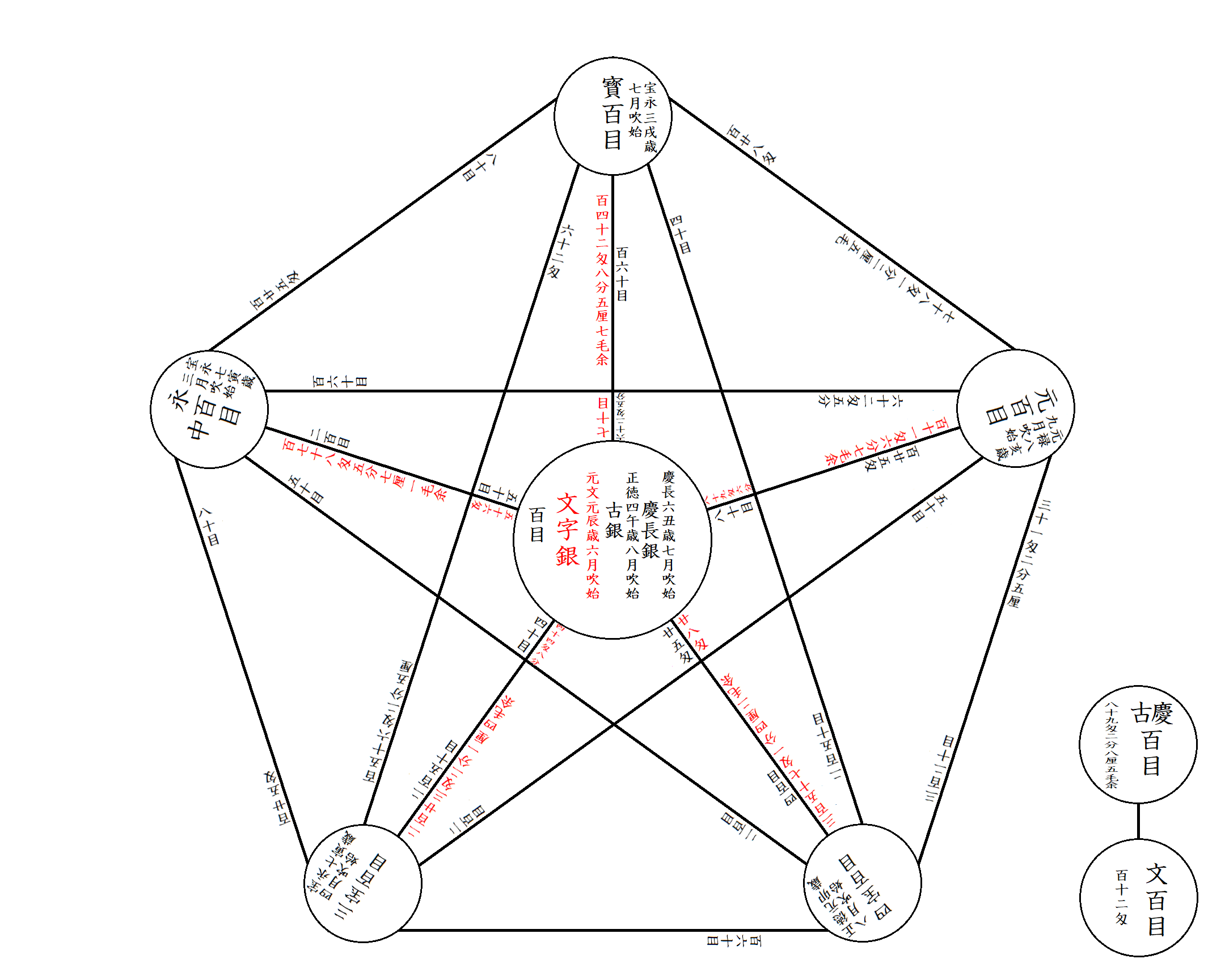
六品銀交易一覧。両替年代記を基に作成。文字銀鋳造開始時は文字銀に対する引替率も朱書き追加された。ただし、文字銀に対する引替え率は慶長銀に対し12%の増歩を付けたものであり、銀品位に基くものではない。元禄・宝永の各銀は享保7年に停止されたが、元文元年時点でも市場では依然割方通用が続いていた。

享保3年閏10月（1718年）に、「新金銀を以当戌十一月より通用可仕覚」の御触れが出され、同年11月（1718年12月22日）から古銀の割増通用が銀品位に基づくものに変更となり市場を追認する形となった。
- 新銀・慶長銀に対し元禄銀は2割5分増
- 新銀・慶長銀に対し二ツ宝銀は6割増
- 新銀・慶長銀に対し永字銀は10割増
- 新銀・慶長銀に対し三ツ宝銀は15割増
- 新銀・慶長銀に対し四ツ宝銀は30割増

またこの御触れにより11月から銀目取引の通用銀建（永字銀、三ツ宝銀、四ツ宝銀）が新銀建（正徳銀）へと変更された。さらに元禄・宝永の古銀の割増併用は享保7年末（1723年2月4日）までに限る旨通達された。
店頭の商品は諸種の丁銀による複数の価格表示が掲げられ、この換算について倉田聖純は『世宝古伝録』の中で「其紛ハシキ事言ニ絶ヘタリ」と述べている。享保3年（1718年）には換算の便宜を図るため諸種の丁銀の間での換算表である、『六品銀交易一覧』が刊行された。享保5年3月（1720年）に幕府は、元禄銀および宝永銀4種の通用を6年末（1722年2月15日）限りと布告したが、6年4月の御触れで延期され、最終的に享保7年末（1723年2月4日）に通用は停止された。これにより享保6年以降は四ツ宝銀など旧銀が多く集まるようになり吹分けが進行し、通用銀は正徳・享保銀（慶長銀も同列扱い）に統一された。
| 六品銀交易一覧 （目と匁は同義） 原書は五角形曼荼羅の形状 | 六品銀交易一覧 （目と匁は同義） 原書は五角形曼荼羅の形状 | 六品銀交易一覧 （目と匁は同義） 原書は五角形曼荼羅の形状 | 六品銀交易一覧 （目と匁は同義） 原書は五角形曼荼羅の形状 | 六品銀交易一覧 （目と匁は同義） 原書は五角形曼荼羅の形状 | 六品銀交易一覧 （目と匁は同義） 原書は五角形曼荼羅の形状 | 六品銀交易一覧 （目と匁は同義） 原書は五角形曼荼羅の形状 |
|                                                          | 慶長銀・正徳銀                                           | 元（元禄銀）                                             | 寳（二ツ宝銀）                                           | 永（永字銀）                                             | 三宝（三ツ宝銀）                                         | 四宝（四ツ宝銀）                                         |
| -------------------------------------------------------- | -------------------------------------------------------- | -------------------------------------------------------- | -------------------------------------------------------- | -------------------------------------------------------- | -------------------------------------------------------- | -------------------------------------------------------- |
| 慶長銀・正徳銀百目＝                                     |                                                          | 百廿五匁                                                 | 百六十目                                                 | 二百目                                                   | 二百五十目                                               | 四百目                                                   |
| 元百目＝                                                 | 八十目                                                   |                                                          | 百廿八匁                                                 | 百六十目                                                 | 二百目                                                   | 三百二十目                                               |
| 寳百目＝                                                 | 六十二匁五分                                             | 七十八匁一分二厘五毛                                     |                                                          | 百廿五匁                                                 | 百五十六匁二分五厘                                       | 二百五十目                                               |
| 永百目＝                                                 | 五十目                                                   | 六十二匁五分                                             | 八十目                                                   |                                                          | 百廿五匁                                                 | 二百目                                                   |
| 三宝百目＝                                               | 四十目                                                   | 五十目                                                   | 六十二匁〔ママ〕                                         | 八十目                                                   |                                                          | 百六十目                                                 |
| 四宝百目＝                                               | 廿五匁                                                   | 三十一匁二分五厘                                         | 四十目                                                   | 五十目                                                   | （六十二匁五分）                                         |                                                          |

享保銀および慶長銀の通用停止は元文2年3月17日（1737年4月16日）に3年1月（1738年3月19日）限りと布告されたが、延期され、元文3年4月末（1738年6月16日）に文字銀に対する割増通用（正徳・享保銀10貫につき文字銀15貫）が停止となった。

## 享保豆板銀

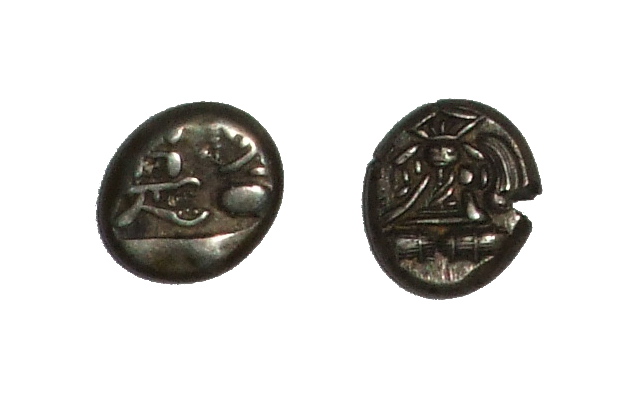
享保豆板銀

享保豆板銀/正徳豆板銀（きょうほうまめいたぎん/しょうとくまめいたぎん）は享保丁銀（正徳丁銀）と同品位の豆板銀で、「（大黒像）、常是」または「常是、寳」の極印が打たれ、慶長豆板銀と同形式であるが、平たい円形のものが多く変形したものは少ない。さらに大黒像が正面を向いていることは丁銀と同様である。

## 享保銀（正徳銀）の品位
『旧貨幣表』によれば、規定品位は慶長銀と同位の銀80%（一割二分引ケ）、銅20%である。
| 銀銅 |

明治時代、造幣局により江戸時代の貨幣の分析が行われた。古賀による享保銀の分析値は以下の通りである。
- 金0.17%
- 銀79.65%
- 雑20.18%

雑分はほとんどが銅であるが、少量の鉛などを含む。尚この雑分中の鉛の含有率は2、3%と慶長銀と比較して高くなっており、南蛮吹による銀銅吹分けに伴いかなりの鉛が残存したものと推定される。

## 享保銀（正徳銀）の鋳造量
『吹塵録』によれば享保21年4月（1736年）までの累計で、丁銀および豆板銀の合計で331,420貫余（約1,236トン）としている。
『月堂見聞集』では享保6年7月（1721年）までに、この内223,080貫571匁（約832トン）を吹き立てたとしている。
公儀灰吹銀および回収された旧銀から丁銀を吹きたてる場合の銀座の収入である分一銀（ぶいちぎん）は正徳銀では慶長銀と同じく鋳造高の3%に引き下げられ、品位を向上させる吹替えのため改鋳利益も得られず銀座役所、常是役所伴に困窮したという。